# Abstraktna umetnost
Abstraktna umetnost je smer v modernem slikarstvu, pogosto tudi v kiparstvu, pri kateri sta upodobljena ali materializirana oblika in barva, skupaj z uporabljenimi materiali, osrednja vsebina dela. Abstraktno, pogosteje nefiguralno umetnost najdemo tudi v muslimanskih in drugih starih umetnostih.
Abstrakcija pomeni odmik od realnosti v upodabljanju podob v umetnosti. Ta odmik od natančnega prikaza realne figure, predmeta ali krajine je lahko zelo majhen ali je delen ali pa celoten.
Med številna umetniška gibanja, ki poosebljajo delno abstrakcijo bi lahko šteli na primer fauvizem, v katerem je barva vidno in namerno spremenjena glede na realnost in kubizem, ki očitno spreminja anatomske oblike upodobljenih.

## Začetki umetnosti
Velik del umetnosti starodavnih kultur - znaki in risbe za keramiki, tekstilu in napisi in slike na skali - so bile preproste, geometrijske in linearne oblike in so predstavljale simboliko ali dekoracijo na ravni vizualnega. To pomeni, da abstraktna umetnost komunicira. Lahko je uživati v lepoti kitajske ali islamske kaligrafija, ne da bi jo mogli prebrati.

## 19. stoletje
Tri umetniška gibanja, ki so prispevala k razvoju abstraktne umetnosti so bila romantika, impresionizem in ekspresionizem. Umetniška neodvisnost ustvarjalcev je v 19. stoletju napredovala. Vpliv cerkve se je zmanjšal, pomembno je bilo zasebno pokroviteljstvo, umetniki so se lažje preživljali. Paul Cézanne je v svojem kasnejšem obdobju z modeliranjem barve in ploskve postavil podlago za novo vizualno umetnost, iz katere se je kasneje razvil kubizem Georges Braqua in Pabla Picassa.
Ekspresionistični slikarji so raziskovali drzno uporabo barve, risali izkrivljane podobe in pretiravali. Ekspresionisti so drastično spremenila poudarek na vsebini v prid psiholoških stanj. Umetniki kot Edvard Munch in James Ensor so bili ključni za pojav abstrakcije v 20. stoletju. Henri Matisse, s sliko Rumena zavese (1915) je s svojo fauvistično barvo in risbo zelo blizu čiste abstrakcije. Tudi v vzhodni Evropi so v poznem 19. stoletju obstajali umetniki zgodnje modernistične filozofije.

## 20. stoletje
Dediščina slikarjev kot so bili Van Gogh, Cezanne, Gauguin in Seurat je bistveno vplivala na razvoj sodobne umetnosti v 20. stoletju. Kubizem in fauvizem sta bili umetnost in gibanje, ki sta neposredno odpirala vrata do abstrakcije v 20. stoletju. Analitični kubizem sta skupaj razvila Pablo Picasso in Georges Braque od okoli 1908 do 1912. Okoli leta 1920 je sledil sintetični kubizem, ki so ga uporabljali Braque, Picasso, Fernand Léger, Juan Pinot, Albert Gleizes, Marcela Duchampa in nešteto drugih umetnikov in ki so uvedli tudi nove tehnike z uvajanjem različnih tekstur, površin, kolaž in drugo.
Okoli leta 1920 je zančilna oblika izražanja konstruktivizem, akterega predstavniki so med drugimi: Altman, Natan, Berlewi, Henryk, Buchholz, Erich, Calderara, Antonio, Dexel, Walter, Gabo, Naum, Kassak, Lajos, Kobro, Katarzyna, Lissitzky, El, Malevich, Kasimir, Martin, Kenneth, Mashkov, Ilya, Moholy-Nagy, Laszlo, Pevsner, Antoine, Popova, Liubov, Richter, Hans, Rodchenko, Alexander, Stazewski, Henryk, Stepanova, Varvara, Tatlin, Vladimir, Vesnin, Alexander - več na:  Arhivirano 2013-05-30 na Wayback Machine.
Kazimir Malevich pa je bil predstavnik suprematizma kot naslednika kubizma in futurizma. Drugi predstavniki so še: Chashnik, Ilya, Coventry, Keith, Kliun, Ivan, Lissitzky, El, Malevich, Kasimir, Mayakovski, Vladimir, Popova, Liubov, Puni, Ivan, Rozanova, Olga, Stazewski, Henryk, Strzeminski, Wladyslaw, Suetin, Nikolai - več na:  Arhivirano 2013-05-30 na Wayback Machine.
Na začetku 20. stoletja so se povezave umetnikov po Evropi in v Ameriko zelo razširile, kar je pripomoglo k ustvarjanju novih oblik modernizma. S pomočjo umetniških knjig, razstav in drugih manifestacij, so bili odprti viri za eksperimentiranje in razpravljanje o raznolikosti načinov abstrakcije.
Bauhaus v Weimarju je bila šola ustanovljena leta 1919. Filozofija je temeljila na učnem programu, ki je uveljavljal enotnost vseh vizualnih in plastičnih umetnosti tako iz arhitekture in slikarstva kot tkanja in vitraža. Ta filozofija je zrasla iz ideje umetnosti in obrti v Angliji in Nemčiji. Med učitelji so bili Paul Klee, Wassily Kandinsky, Johannes Itten, Josef Albers, Anni Albers, Theo van Doesburg in László Moholy-Nagy. Leta 1925 se je šola preselila v Dessau in bila z začetkom nacizma leta 1932 zaprta. Umetniki so večinoma emigrirali v Švico in Ameriko.
Do začetka leta 1940 je bilo glavno gibanje v moderni umetnosti (ekspresionizem, kubizem, abstrakcija, nadrealizem in dadaizem) zastopano v New Yorku. Svoboda delovanje je prispevala k uspehu. Poleg iz Evrope prebeglih umetnikov so se izoblikovali tudi domači ustvarjalci. Najbolj znana skupina ameriških umetnikov, je postala znana kot abstraktni ekspresionisti New York School. Umetnika in učitelja John D. Graham in Hans Hofmann sta postala pomembne osebnosti, znana sta postala tudi Jackson Pollock in Franz Kline.

## 21. stoletje
Digitalna umetnost, računalniška umetnost, internetna umetnost, hard-edge slikarstvo, geometrijska abstrakcija, appropriation, hiperrealizem, fotorealizem, ekspresionizem, minimalizem, lirična abstrakcija, pop art, op art, abstraktni ekspresionizem, barvno slikarstvo, črno-belo slikarstvo, neo-ekspresionizem, kolaž, decollage, posredništvo, montaža, digitalno slikarstvo, postmoderna umetnost, neodadaizem, oblikovano slikarsko platno, stenska poslikava okolja, grafiti, slikanje likov, krajinsko slikarstvo, portretno slikarstvo je le nekaj smeri uveljavljenih na začetku 21. stoletja.
Glavne teme abstrakcije 21. stoletja so še vedno transcendentalnost, kontemplativnost in brezčasnost in njeni predstavniki kot Barnett Newman, John McLaughlin in Agnes Martin. Poetična, lirska abstrakcija in čutna uporaba barv se vidi v delih slikarjev kot so Robert Motherwell, Patrick Heron, Kenneth Noland, Sam Francis, Cy Twombly, Richard Diebenkorn, Helen Frankenthaler, Joan Mitchell, med drugi.

## Nekateri predstavniki
- Andy Warhol
- Wassily Kandinsky
- František Kupka
- Robert Delaunay
- Léopold Survage
- Natalija Goncharova
- Mihail Larionov